# Museo de Bellas Artes (Metro de Boston)
Museo de Bellas Artes (anteriormente Museum/Ruggles) es una estación en el Ramal E de la línea Verde del Metro de Boston. La estación se encuentra localizada en la Avenida Huntington y la Calle Louis Prang/Ruggles justo al lado del Museo de Bellas Artes en Boston, Massachusetts. La estación Museo de Bellas Artes fue inaugurada el 16 de febrero de 1941. La Autoridad de Transporte de la Bahía de Massachusetts es la encargada por el mantenimiento y administración de la estación.

## Descripción
La estación Museo de Bellas Artes cuenta con 2 plataformas laterales y 2 vías. 

## Conexiones
La estación es abastecida por las siguientes conexiones: 
- Rutas de autobuses: 8, 19, 39, 47, CT2, CT3